# 杉本美樹
杉本 美樹（すぎもと みき、本名：安部 信子（旧姓・西海）、公称1953年1月28日 - ）は、1970年代に活躍した日本の元女優。

## 来歴・人物
神奈川県茅ヶ崎市生まれ。モデル業をしているところを東映にスカウトされ、1971年、『温泉みみず芸者』で池玲子と共に映画デビューを果たした。主演である池の妹役で、宣伝ポスターにも大きく写る鳴り物入り（ポスターには大型ポルノ女優池玲子、杉本美樹の誕生という惹句も記されている）のデビューであった。ついで映画出演2作目となる『女番長ブルース 牝蜂の逆襲』に出演、東映ポルノの有名女優になった。池にはハードすぎる拷問シーンも引き受けた。
1972年、池が突然の歌手転向宣言を行い東映との関係が悪化したことで、池が主役を務める予定だった『徳川セックス禁止令 色情大名』の代役主演に急遽抜擢されたことが転機となる。監督の鈴木則文は当初、脇役陣の中から性格も演技も良い渡辺やよいの代役起用を強く推したが、他のスタッフはセリフがぶっきらぼうな杉本の方がお姫様役に意外性があって面白いと主張、鈴木を説得した。続いて8月公開『温泉スッポン芸者』、9月公開『女番長ゲリラ』でも主演を務め、東映ポルノの看板女優としての地位を確立。さらには新シリーズ第1作となる『恐怖女子高校　女暴力教室』が10月公開と、3月連続で主演作が封切られ、この秋の東映は杉本美樹が看板となった。池が短期間で映画復帰した後も、杉本がその座から落ちることはなく、2大看板女優として池と共に東映ポルノの屋台骨を担っていくこととなる。この間、二本の時代劇では、絡みこそあるものの終始威厳ある姫君として大勢をかしずかせ、スケバン映画では殴られ蹴られ拷問ざんまい、さらにはコミカルな学生芸者役など、役柄の幅は主演映画女優としての広がりを見せた。他社では主婦役もこなしている。テレビドラマ「プレイガール」「長崎犯科帳」にも出演している。
1973年にはエランドール賞の新人賞を受賞した。1974年にはカルト的な人気を誇るバイオレンス・アクション『0課の女 赤い手錠（ワッパ）』で、主役のクールな女刑事を演じた。その後は何本かのATG映画にも助演出演している。
1978年に結婚後、芸能界を引退した。

## エピソード
- 歌手デビューのシングル『女番長流れ者』のレコーディングは、杉本が報道陣の集まる中で全裸になって歌って行われた[2]。

## 主な出演

### 映画（主演）
- 徳川セックス禁止令 色情大名（1972年、東映京都）
- 温泉スッポン芸者（1972年、東映京都）
- 女番長ゲリラ（1972年、東映京都）
- 恐怖女子高校 女暴力教室（1972年、東映京都）
- 女番長（1973年、東映京都）
- 恐怖女子高校　暴行リンチ教室（1973年、東映京都）
- 女番長 感化院脱走（1973年、東映京都）
- 0課の女 赤い手錠（1974年、東映東京）

### 映画（助演）
- セックス喜劇 鼻血ブー（1971年、東映東京）
- 温泉みみず芸者（1971年、東映京都）
- 女番長ブルース 牝蜂の逆襲（1971年、東映京都）
- 現代やくざ 血桜三兄弟（1971年、東映京都）
- 現代ポルノ伝 先天性淫婦（1971年、東映京都）
- 喜劇 セックス攻防戦（1972年、東映東京）
- 女番長ブルース 牝蜂の挑戦（1972年、東映京都）
- 夜のならず者（1972年、東映京都）
- エロ将軍と二十一人の愛妾（1972年、東映京都）
- 鉄砲玉の美学（1973年、白楊社＝ATG）
- 狂走セックス族（1973年、東映京都）
- 前科おんな 殺し節（1973年、東映東京）
- 祭りの準備（1975年、綜映社＝映画同人社＝ATG）
- おしゃれ大作戦（1976年、東宝映画）
- 暴走パニック 大激突（1976年、東映京都）
- 黒木太郎の愛と冒険（1977年、馬道プロ＝ATG）

### テレビドラマ
- プレイガール 第203話「女番長対プレイガール」（1973年、12ch） - 紅バラのミキ
- 長崎犯科帳（1975年、NTV） - お文
- 影同心II 第7話「百合の香りに夜の蝶」（1975年、MBS） - 夕霧
- 非情のライセンス 第2シリーズ 第56話「兇悪の情事」（1975年、NET） - 真理子
- TOKYO DETECTIVE 二人の事件簿 第29話「すけこまし昇天」（1975年、ABC）
- Gメン'75 第52話「唇の中の拳銃」（1976年、（TBS） - 黒服の女
- 隠し目付参上 第9話「御仏は美男におわすか」（1976年、MBS） - おとせ
- 大都会 闘いの日々 第23話「山谷ブルース」（1976年、NTV） - キリ子
- いろはの"い" 第2話「熱いスクープ」（1976年、NTV） - 広田トシ子
- ベルサイユのトラック姐ちゃん 第19話「燃える女の子守唄」（1976年、NET）
- 破れ傘刀舟 悪人狩り 第96・97話「怒濤佐渡の嵐（前・後編）」（1976年、NET）- お京
- 青春の甘き香り（1977年、THK）
- 大都会 PARTII 第7話「ダイヤモンドは死の匂い」（1977年、NTV） - 今野千穂

## ディスコグラフィー

### シングル
| 発売日     | A/B面 | タイトル                  | 作詞家       | 作曲家   | 編曲家   | レコード会社 | レコード番号 | 備考 |
| ---------- | ----- | ------------------------- | ------------ | -------- | -------- | ------------ | ------------ | ---- |
| 1972.12    | A面   | 女番長流れ者              | すずきすずか | 水木京子 | 船木謙一 | ビクター     | GAM-8        |      |
|            | B面   | 新宿カルメン              | すずきすずか | 小沢典仁 | 船木謙一 | ビクター     | GAM-8        |      |
| 1974.03.21 | A面   | 0のバラード～女の爪あと～ | 石坂まさを   | 菊池俊輔 | 菊池俊輔 | CBSソニー    | SOLB-118     |      |
|            | B面   | それは私                  | 篠原とおる   | 菊池俊輔 | 菊池俊輔 | CBSソニー    | SOLB-118     |      |